# Seulingen (Adelsgeschlecht)

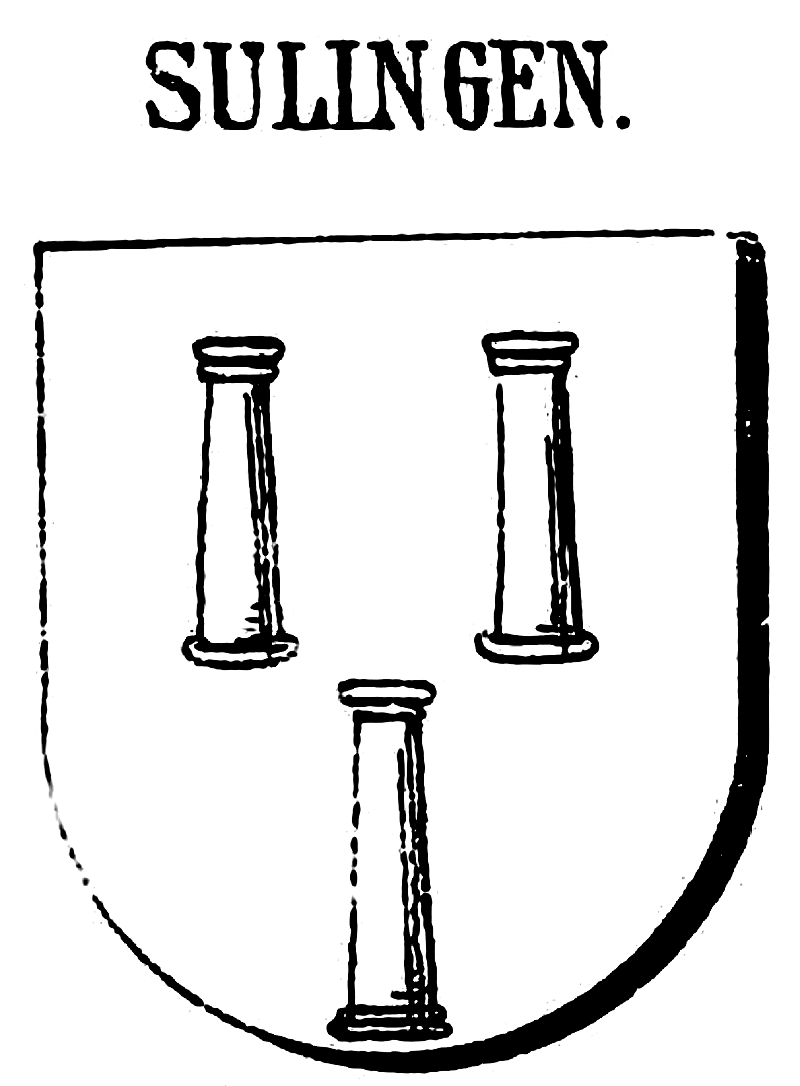
Wappen derer von Sulingen

Die Herren von Seulingen (ursprünglich Sulingen) waren ein altes niedersächsisches Adelsgeschlecht in Seulingen bei Duderstadt.  

## Geschichte
Eine erste Erwähnung gibt es 1130 für einen Caspar von Seulingen. Ob er sich später von Mützschefahl nannte und das selbige Adelsgeschlecht gründete ist nicht belegt, vermutet wird aber eine Stammesverwandtschaft beider Adelsfamilien. Begütert waren sie in Seulingen, Duderstadt, Westerode  und weiteren Orten im Eichsfeld. Ein Hartmann von Sulingen war 1342 Burgmann zu Gieboldehausen. Die Familie ist vermutlich im 15. Jahrhundert ausgestorben.

## Vertreter des Adelsgeschlechtes
Bei Johann Georg Leuckfeld werden folgende Mitglieder der Familie Seulingen nach Generationen aufgelistet:
- Brüder Gottfried und Dietrich von Seulingen (1230)
- Heinrich (1251), Sohn von Dietrich
- Söhne von Gottfried:
  - Hartmann (1241, 1258)
  - Reiner (1259, 1283), Ritter
  - Werner (1278), wohnte in Duderstadt mit den Söhnen Johann und Jakob
- Reinecke, Hermann (1329) und Albrecht (1329), Söhne von Hartmann
- Herwig, Ernst und Lippold (1361), Söhne von Hermann
- Hermann und Heinrich (1361), Söhne von Herwig verkaufen ihren Zehnten in Westerode sowie Anna (1367) und Antonia (1416) im Kloster Katlenburg

Als weitere Vertreter der Adelsfamilie sind nachgewiesen:
- Heinrich von Seulingen (1181)[3]
- Albert von Sulingen (1310)[4]
- Hartmann (vermutlich Hermann) von Sulingen (1391), Propst im Stift Pöhlde[5]
- Hartmann von Sulingen (1342), Burgmann zu Gieboldehausen[6]
- Jutta von Sulingen (1436), die Witwe von Heinrich überträgt die Gerechtigkeiten des Vorweks Marsfeld an Erzbischof Dietrich[7]

## Wappen
Im Wappen führen die von Seulingen drei aufgerichtete Säulen. Das Ortswappen von Seulingen ist davon abgeleitet.